# Sobór Narodzenia Pańskiego w Tyraspolu

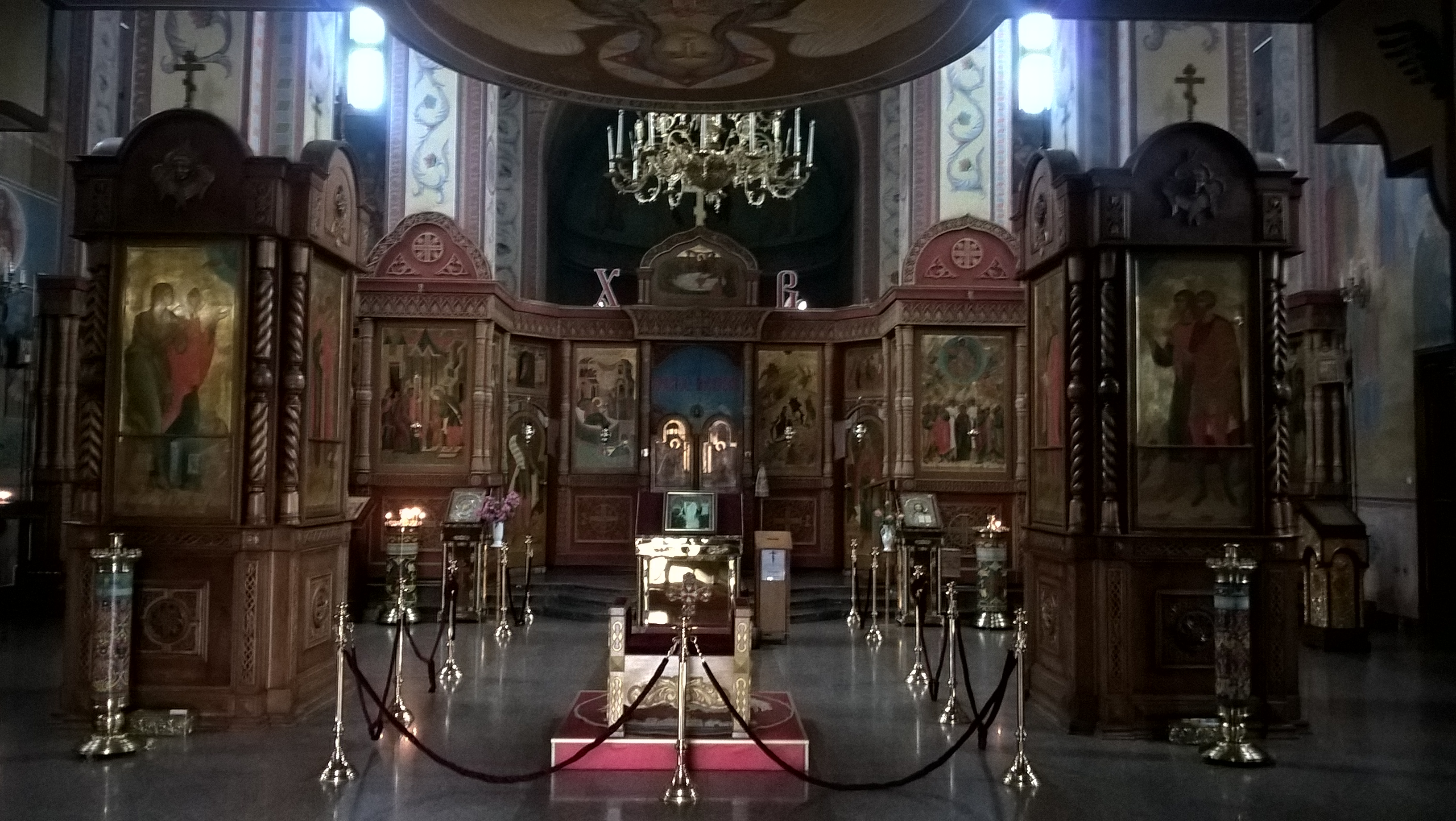
Ikonostas

Sobór Narodzenia Pańskiego – prawosławny sobór w Tyraspolu, katedra eparchii tyraspolskiej i dubosarskiej Mołdawskiego Kościoła Prawosławnego.

## Historia
Budowę soboru rozpoczęto w 1998. Wznoszenie świątyni finansował holding „Sheriff”, największa prywatna firma w Naddniestrzu, dominująca również w życiu politycznym nieuznawanej republiki. Pierwszą Świętą Liturgię w niedokończonym budynku odprawiono w sierpniu 1999. Kolejne nabożeństwa w budowanym soborze odbywały się w dni świąteczne. Uroczystego poświęcenia gotowej świątyni dokonał 16 stycznia 2000 metropolita kiszyniowski i całej Mołdawii Włodzimierz w asyście biskupów tyraspolskiego i dubosarskiego Justyniana, kagulskiego i komrackiego Anatola oraz jedinieckiego i briczańskiego Dorymedonta. Na uroczystości obecny był Igor Smirnow, prezydent Naddniestrza. Od początku funkcjonowania sobór był katedrą erygowanej w 1995 eparchii tyraspolskiej i dubosarskiej. W sąsiedztwie budynku wzniesiono rezydencję biskupią i siedzibę zarządu eparchii. Świątynia usytuowana jest w miejscu, gdzie w latach 1945–1952 w tymczasowym budynku znajdował się sobór św. Mikołaja. Bezpośrednio przed rozpoczęciem budowy, na początku lat 90. XX wieku, na miejscu budowy soboru funkcjonowała natomiast domowa cerkiew parafialna św. Włodzimierza. 
W sąsiadującym z soborem domu znajduje się kaplica-baptysterium Trójcy Świętej oraz biblioteka. Autorem projektu kompleksu budowli jest Piotr Jabłonski, który zaprojektował obiekt sakralny w stylu nawiązującym do architektury staroruskiej, zaś rezydencję biskupią i siedzibę eparchii wzorował na XVII-wiecznym budownictwie rosyjskim. 
Szczególnym kultem w świątyni otaczana jest Tyraspolska Ikona Matki Bożej „Poszukiwanie Zaginionych”. Sobór posiada dwa ołtarze – główny Narodzenia Pańskiego oraz boczny św. Włodzimierza, nawiązujący do cerkwi działającej dawniej na miejscu cerkwi. 
8 września 2013 sobór odwiedził patriarcha moskiewski i całej Rusi Cyryl.
Sobór uważany jest za jeden z symboli nieuznawanej państwowości naddniestrzańskiej. Widok świątyni pojawia się na jednym z banknotów – rubli naddniestrzańskich.